# (36475) 2000 QV28
2000 QV28 (asteroide 36475) é um asteroide da cintura principal. Possui uma excentricidade de 0.07017300 e uma inclinação de 6.98905º.
Este asteroide foi descoberto no dia 24 de agosto de 2000 por LINEAR em Socorro.